# Oliver Ruggenthaler
Oliver Ruggenthaler OFM (* 11. Oktober 1972 in Virgen) ist ein österreichischer Franziskaner und Provinzial der Franziskanerprovinz Austria (2011–2022), Guardian des Wiener Franziskanerklosters.
Er wuchs in Virgen in Osttirol auf, besuchte das Franziskanergymnasium Hall in Tirol und trat in die damalige Tiroler Franziskanerprovinz des Franziskanerordens ein. Nach dem Noviziat in Reutte und dem Theologiestudium in Salzburg empfing Pater Oliver im Jahr 2000 die Priesterweihe und war dann als Pfarrpraktikant in Enns, Krankenhausseelsorger in Schwaz und Salzburg sowie in der Verwaltung seiner Ordensprovinz als Provinzarchivar und Provinzsekretär tätig. Von 2011 bis 2021 war er  Provinzial der Franziskanerprovinz Austria vom heiligen Leopold gewählt, zu der etwa 140 Brüder  in Österreich, Südtirol und der Schweiz gehören.

## Belege
1. ↑  Franziskaner in Österreich und Südtirol unter neuer Leitung. Erzdiözese Wien, 9. Mai 2011.
2. ↑  www.franzhilf.de: P. Oliver Ruggenthaler OFM, abgerufen am 31. August 2016.

| Personendaten    | Personendaten                                                                |
| ---------------- | ---------------------------------------------------------------------------- |
| NAME             | Ruggenthaler, Oliver                                                         |
| KURZBESCHREIBUNG | österreichischer Franziskaner und Provinzial der Franziskanerprovinz Austria |
| GEBURTSDATUM     | 11. Oktober 1972                                                             |
| GEBURTSORT       | Virgen                                                                       |